# Panagiotis Liadelis
Panagiotis Liadelis, en Griego:Παναγιώτης Λιαδέλης (nacido el 7 de diciembre de 1974 en Volos, Grecia) es un exjugador de baloncesto griego. Con 1.94 metros de estatura, jugaba en la posición de base.

## Trayectoria
- Aris Salónica BC (1993-2000)
- PAOK Salónica BC (2000-2002)
- Ural Great Perm (2002)
- Makedonikos (2002-2003)
- Valencia Basket (2003)
- Olympiakos BC (2003-2004)
- Apollon Patras BC (2004-2006)
- SC  Mariupol (2006-2009)